# This Way Up (série de televisão)
This Way Up é uma série de televisão britânica de comédia dramática escrita e estrelada por Aisling Bea. A série foi dirigida por Alex Winckler e foi ao ar no Channel 4. Estreou nos Estados Unidos no Hulu.

## Elenco

### Principal
- Aisling Bea como Aine
- Sharon Horgan como Shona
- Dorian Grover como Étienne
- Tobias Menzies como Richard
- Aasif Mandvi como Vish
- Indira Varma como Charlotte
- Kadiff Kirwan como Bradley

### Recorrente
- Chris Geere como Freddie
- Ricky Grover como Tom
- Ekow Quartey como James
- Pik-Sen Lim como Chien

### Convidado
- Sorcha Cusack como Eileen
- Lou Sanders como Fran
- Jeff Mirza como Hari
- Soni Razdan como Kavita

## Episódios
| Temporada | Temporada | Episódios | Episódios | Originalmente exibido | Originalmente exibido  |
| Temporada | Temporada | Episódios | Episódios | Estreia da temporada  | Final da temporada     |
| --------- | --------- | --------- | --------- | --------------------- | ---------------------- |
|           | 1         | 6         | 6         | 8 de agosto de 2019   | 12 de setembro de 2019 |
|           | 2         | 6         | 6         | 9 de julho de 2021    | 9 de julho de 2021     |

## Recepção
No Rotten Tomatoes, a primeira temporada da série tem um índice de aprovação de 90% com base nas avaliações de 20 críticos. O consenso do site descreve o programa como "Devastador, hilário e surpreendentemente leve, This Way Up captura as complexidades da saúde mental com um olhar empático - embora às vezes errante"." The Atlantic elogiou a série, chamando-a de "pequeno em escopo, infinitamente charmoso e intermitentemente devastador".